# M2501 HIGH-SPEED
FOMA M2501 HIGH-SPEED（フォーマ・エム に ご ぜろ いち・ハイスピード)は、モトローラによって開発された、NTTドコモによるHSDPA対応のカード型FOMA製品である。

## 概要
PCカード型の端末で、同時に発表されたN902iX HIGH-SPEEDと共に、ドコモ初のHSDPA通信サービスのFOMAハイスピードに対応する端末と発表された。FOMAハイスピードエリア内では、受信最大3.6Mbps、送信最大384kbpsに対応。エリア外では、送受信最大384kbpsに対応する。
FOMAのデータ端末では初めて日本国外のW-CDMA、GSMネットワークでのローミング (WORLD WING) が可能な端末である。

## 仕様（テンプレート外）
- 通信速度
  - パケット通信（FOMAハイスピードエリア） : 送信最大 384 kbps／受信最大3.6 Mbps
  - パケット通信（FOMAエリア） : 送受信最大 384 kbps
  - 64 Kデータ通信 : 送受信最大 64 kbps
  - テレビ電話 : 送受信 64 kbps
- 対応OS（各日本語版）
  - Windows 2000 Professional Service Pack4以降
  - Windows XP Home Edition Service Pack1以降
  - Windows XP Professional Service Pack1以降
  - Windows Vista 32ビット版 (ドコモのホームページからダウンロード対応)
- 対応エリア（日本国内）
  - FOMAハイスピードエリア
  - FOMAサービスエリア
  - FOMAプラスエリア

## 歴史
- 2006年5月11日 - 開発を発表
- 2006年6月26日 - 技術基準適合証明 (TELEC)通過
- 2006年9月29日 - 発売開始